# Stalin-nota

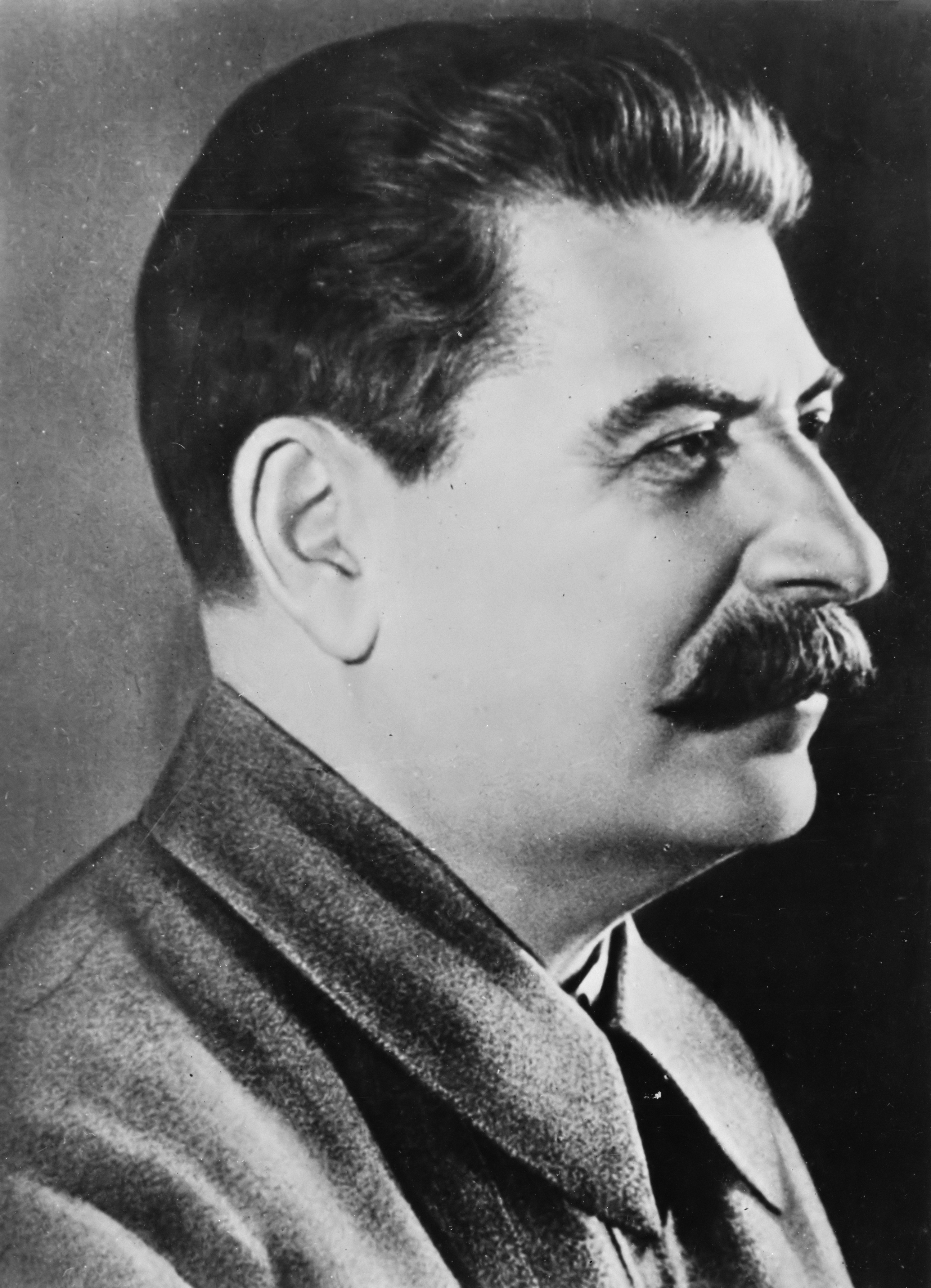
Jozef Stalin

De Stalin-nota was een brief van Stalin aan de vertegenwoordigers van de geallieerden (Verenigd Koninkrijk, Verenigde Staten en Frankrijk) vanaf het adres van de Duitse bezettingsmacht in Duitsland in maart 1952. 
In deze brief werd een voorstel gedaan om alle troepen van de supermachten terug te trekken uit Duitsland en de bezette zones te herenigen, zolang de Westerse bezettingsmacht Duitsland maar neutraal zou laten blijven en vrij zou houden van wapens. Dit leidde tot een "slag om de nota's" tussen de Westerse machten en de Sovjet-Unie, waarvan uiteindelijk het gevolg was dat het Sovjet-aanbod niet werd geaccepteerd.